# Comté traditionnel d'Angleterre
Ne doit pas être confondu avec Comté cérémoniel d'Angleterre.
Les comtés traditionnels d'Angleterre (Historic counties of England) sont d'anciennes subdivisions de l'Angleterre mises en place à partir du XIIe siècle. Ils ont rempli diverses fonctions pendant plusieurs siècles et sont aujourd'hui à l'origine des divisions administratives modernes, avec toutefois nombre d'importantes modifications,. Les comtés traditionnels sont aussi dits « historiques » ou « anciens ».
Les comtés historiques ont été remplacés, par les comtés administratifs en 1889, puis par les comtés métropolitains et non-métropolitains en 1974, remaniés en 1996. Il existe aujourd'hui également des comtés cérémoniels.

## Les comtés
Les comtés historiques sont les suivants :
| Carte des comtés traditionnels d'Angleterre | 1. Bedfordshire (abbrev. Beds.) 2. Berkshire (Berks.) 3. Buckinghamshire (Bucks.) 4. Cambridgeshire (Cambs.) 5. Cheshire (County of Chester, abbrev. Ches.) * 6. Cornwall 7. Cumberland 8. Derbyshire (Derbys.) 9. Devon † 10. Dorset 11. Durham (County Durham) * 12. Essex 13. Gloucestershire (Glos.) 14. Hampshire (Hants.) ‡ 15. Herefordshire (Herefs.) 16. Hertfordshire (Herts.) 17. Huntingdonshire (Hunts.) 18. Kent 19. Lancashire (County of Lancaster ou Lancs.) * 20. Leicestershire (Leics.) 21. Lincolnshire (Lincs.) 22. Middlesex (Middx.) 23. Norfolk 24. Northamptonshire (Northants.) 25. Northumberland (Northd.) 26. Nottinghamshire (Notts.) 27. Oxfordshire (Oxon.) 28. Rutland 29. Shropshire (County of Salop) 30. Somerset 31. Staffordshire (Staffs.) 32. Suffolk 33. Surrey 34. Sussex 35. Warwickshire (Warks.) 36. Westmorland 37. Wiltshire (Wilts.) 38. Worcestershire (Worcs.) 39. Yorkshire (Yorks.) 1. * = comté palatin † = aussi nommé Devonshire ‡ = aussi nommé Comté de Southampton ou Southamptonshire |

Sur la carte n'apparaissent pas :
- les enclaves (territoires détachés), sauf le district de Furness, partie du Lancashire située au sud du Cumberland et à l'ouest du Westmorland ;
- le comté de Monmouthshire était autrefois considéré comme anglais, mais fait aujourd'hui partie des Subdivisions du pays de Galles sous le nom de Sir Fynwy.

### Dénomination et abréviations
Les comtés qui portaient des noms de villes étaient accompagnés du suffixe "-shire" (le shire désignait une circonscription administrative équivalant à un comté en usage chez les Anglo-Saxons avant la conquête normande). Ainsi, le Yorkshire était, par exemple, souvent dénommé "Comté d'York". Cet usage s'était étendu même aux comtés sans ville éponyme, comme "Comté de Berks" pour Berkshire. L'usage moderne préfère l'emploi du suffixe "-shire" pour les comtés désignés d'après une ville, ainsi que pour ceux qui n'auraient autrement qu'une syllabe.
Deux exceptions sont à noter : le Kent formait un ancien royaume des Jutes, donc le mot "Kentshire" n'a jamais été utilisé ; le Comté de Durham ne s'est jamais appelé "Durhamshire", sans doute à cause de son statut historique de comté palatin sous la houlette de l'évêque de Durham.
Par le passé, des formes telles que "Devonshire", "Dorsetshire" et "Somersetshire" se rencontraient fréquemment. Il existe d'ailleurs toujours le Duc de Devonshire, que la convention n'appelle jamais Duc de Devon (et ne doit pas être confondu avec le Comte de Devon, une personnalité très différente).
Des abréviations courantes existent pour nombre des comtés. Dans la plupart des cas, ils consistent en une simple troncature, suivies en général d'un "s." final, comme "Berks." pour Berkshire ou "Bucks." pour Buckinghamshire.
Quelques abréviations ne sont pas aussi évidentes, à savoir "Salop" pour Shropshire, "Oxon" pour Oxfordshire, "Hants" pour Hampshire et "Northants" pour Northamptonshire.

## Origines

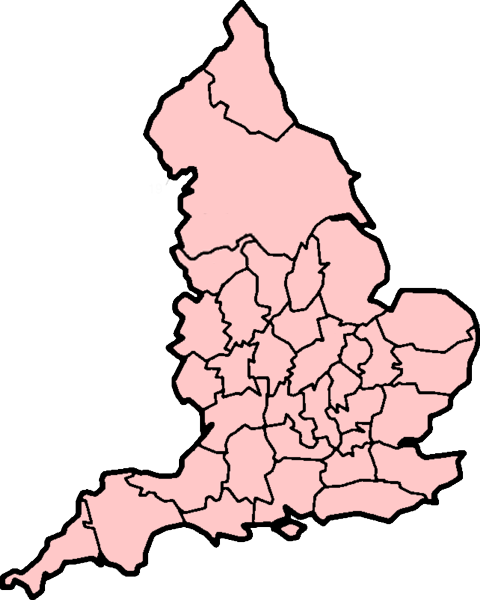
Cette carte montre les comtés en 1086, selon le Domesday Book.

Les premiers comtés anglo-saxons (shires) datent du Xe siècle. Ils étaient gouvernés par un comte (Earl).
La mise en place des comtés traditionnels (counties) en Angleterre prit forme après la conquête normande, au XIIe siècle. Ces divisions territoriales remplacèrent les anciens shires et reçurent des fonctions administratives, politiques et légales.
De nombreuses délimitations sont plus anciennes et s'inspirent des divisions saxonnes et celtes. Cependant, certaines frontières ne prirent pas leur forme définitive avant le XVIe siècle, dans certains cas. Du fait de leurs origines diverses, la superficie variait considérablement d'un comté à l'autre. D'après le recensement de 1831,, le plus grand était, sans conteste, le Yorkshire, avec une superficie de 3 669 510 acres  soit 1 485 050 ha et le plus petit le Rutland, avec une superficie de 97 500 acres soit 39 460 ha.
Les limites des comtés furent relativement stables entre l'Acte d'Union de 1536 et l'Acte sur les Gouvernements Locaux de 1888.

### Angleterre du Sud
En Angleterre du Sud, les comtés se fondaient sur les cinq royaumes de l'époque anglo-saxonne et leurs subdivisions divisions :
- le royaume de Kent, qui a donné le comté de Kent ;
- les royaumes d'Essex et de Sussex, qui donnèrent les comtés d'Essex et de Sussex ;
- le royaume d'Est-Anglie, subdivisé entre les « gens du Nord » (North Folk en anglais), à l'origine du Norfolk, et les « gens du Sud » (South Folk), à l'origine du Suffolk ;
- et les subdivisions du Royaume de Wessex, qui, dans plusieurs de zones, représentaient des royaumes, ou d'autres territoires tribaux, autrefois indépendants et désormais annexés ; par exemple, le Middlesex, qui doit son nom aux « Saxons du Milieu » (Middle Saxons), était l'une de ces terres.

Deux comtés du sud de l'Angleterre portait le suffixe -shire, le Hampshire, éponyme de l'ancienne ville de Hampton, aujourd'hui Southampton ; et le Wiltshire, éponyme de l'ancienne ville de Wilton.

### Midlands
Lorsque le Wessex envahit la Mercie aux IXe au Xe siècle, le territoire fut subdivisé en divers comtés (shires), baptisés en général du nom de leur chef-lieu (county town) auquel s'ajoutait le suffixe "-shire". On peut citer en exemple le Northamptonshire et le Warwickshire. Certains ont subi une contraction, comme c'est le cas du Cheshire, à l'origine "Chestershire". Le Rutland était un territoire à statut irrégulier (une juridiction appelée soke en anglais) associé au Nottinghamshire, puis devint finalement le plus petit comté.
Le Royaume de Lindsey fut à l'origine du Lincolnshire, auquel furent également adjoints les territoires de Kesteven et Holland lorsque Stamford devint le seul borough (arrondissement) du Danelaw à ne pas accéder au statut de chef-lieu de comté (county town).
La frontière avec le pays de Galles ne fut pas définitivement fixée avant l'Acte d'Union du pays de Galles. Depuis, elle a gardé ce même tracé. Dans le recensement général de l'époque de Guillaume le Conquérant, recueilli dans le Domesday Book, les comtés frontaliers incluaient certaines parties de ce qui deviendra plus tard le pays de Galles. Monmouth, par exemple, était inclus dans le Herefordshire. De même, l'ancienne ville de Ludlow, aujourd'hui dans le Shropshire, appartenait au Herefordshire selon le Domesday.

### Angleterre du Nord
Une grande partie de la Northumbrie était également divisée en comtés (shires), les plus connus étant le Hallamshire et le Cravenshire. Les Normands n'utilisèrent pas ces divisions, qui ne sont donc généralement pas considérées comme des comtés historiques. L'immense Yorkshire succéda au royaume viking d'York, en 1086, le Domesday Book y incluait le nord du Lancashire, le Cumberland et le Westmorland. Après la conquête normande de 1066 et la dévastation du nord de l'Angleterre, les territoires du nord restèrent dépeuplés, en général. Selon le Domesday Book, les comtés du Nord ne comprenaient que le Cheshire et le Yorkshire ; le territoire correspondant aux actuels comtés de Durham et de Northumberland n'était pas pris en compte.
Les Cumberland, Westmorland, Lancashire, Comté de Durham et Northumberland furent établis au XIIe siècle. En ce qui concerne le Lancashire, sa formation peut être fixée à 1182 avec certitude. Comme son voisin Cheshire, Lancashire est une contraction, à l'origine "Lancastershire". Une partie du domaine sous juridiction des évêques de Durham, l'Hexhamshire fut séparé et considéré comme un comté indépendant jusqu'en 1572.

### Monmouthshire
Il y avait ambiguïté historique quant au statut du comté de Monmouthshire. Il fut créé hors du dit "pays ou dominion" du pays de Galles par l'Acte d'Union de 1536 et plus tard ajouté au assizes anglaises. À partir de 1536, les lois  concernant le seul pays de Galles étaient appliquées pour "Le pays de Galles et le Monmouthshire" et dans la plupart des cas le Monmouthshire était considéré comme un élément du pays de Galles. On l'a considéré comme un comté de l'Angleterre pour les élections parlementaires jusqu'en 1950 et pour le gouvernement local jusqu'en 1974, la loi sur les Gouvernements locaux de 1972 indique clairement que le Monmouthshire est inclus dans le pays de Galles.

## Rôle
À partir de la fin du bas Moyen Âge, le comté était devenu la base géographique d'un certain nombre de fonctions. À l'époque élisabéthaine, des milices étaient organisées par comté. Des Juges de Paix, successeurs des Chevaliers de Paix de l'époque Normande, avaient la responsabilité, à l'échelle du comté, de contrôler l'administration locale et d'inspecter les comptes publics. Ils étaient également responsables des ponts et chaussées, et des poids et mesures. Les cours d'assises utilisaient les comtés, ou leurs divisions principales, comme base de leur organisation. Les forces de police formées en 1839 et 1856, en dehors de boroughs et du District de la Metropolitan Police, utilisaient aussi les limites des comtés ; et les corps de pompiers fondés au XIXe siècle les utilisaient aussi.
Chaque comté envoyait deux représentants à la Chambre des Communes, les Chevaliers du Shire (Knights of the Shire), en plus de ceux, les burgesses, envoyés par chaque borough du comté. En 1821, la circonscription de Grampound, dans les Cornouailles, est privée de représentants à la suite d'une affaire de corruption ; les deux élus sont transférés dans le nouveau borough parlementaire de Leeds, faisant gagner deux représentants au Yorkshire. Le Grand Acte de Réforme de 1832 redistribua les membres du Parlements entre tous les comtés, dont beaucoup étaient aussi découpés en divisions parlementaires.
Dès les années 1880, il fut suggéré qu'il serait plus efficace si un plus grand nombre de services étaient fournis à l'échelle du comté.

### Subdivisions administratives
| Le Yorkshire est subdivisé en trois ridings : 1. Riding du Nord 2. Riding de l'Ouest 3. Riding de l'Est |

Certains comtés avaient des subdivisions principales. Parmi ceux-ci, les plus notoires étaient les ridings, divisions du Yorkshire : le Riding de l'Est, le Riding de l'Ouest, le Riding du Nord et la cité intra-muros d'York. Du fait que le Yorkshire est si étendu, ses ridings s'établirent aussi comme des termes géographiques, outre leur rôle administratif d'origine.
Le second plus grand comté, le Lincolnshire, était divisé en trois "parts" historiques, de taille intermédiaire entre le comté et le wapentake (centaine) : le Lindsey, la Hollande et le Kesteven.
D'autres comtés connaissaient des divisions comme : le Sussex, entre Sussex de l'Est et Sussex de l'Ouest ; le Suffolk, entre Suffolk de l'Est et Suffolk de l'Ouest ; ou, informellement, le Kent, également divisé en parties orientales et occidentales.
Plusieurs comtés comptaient des juridictions libres enclavées qui étaient administrées séparément. Dans le Cambridgeshire se trouvait l'Île d'Ely, dans le Northamptonshire la Soke de Peterborough, et dans le Hampshire le territoire insulaire de l'Île de Wight. Ces divisions étaient utilisées par des entités telles que les cours de justices à sessions trimestrielles (Quarter Sessions courts) et furent plus tard reprises en comtés administratifs, à la charge de conseils comtaux.
La plupart des comtés anglais étaient finalement subdivisés en zones plus petites, les centaines. Ces cantons prenaient le nom de wapentakes dans le Yorkshire, le Derbyshire, le Leicestershire, le Northamptonshire, le Nottinghamshire, le Rutland et le Lincolnshire ; de wards dans le Comté de Durham, le Cumberland, le Northumberland et le Westmorland.
Le Kent et le Sussex possédaient en outre un niveau intermédiaire entre les divisions majeurs (Est et Ouest) et les centaines, nommées lathes dans le Kent et rapes dans le Sussex. Les centaines, et leurs équivalents, étaient divisées en "zones de dîme" (tithings) et en paroisses (la seule classe de ces divisions toujours en place dans l'administration britannique), elles-mêmes à leur tour subdivisées en municipalités et en seigneuries. La centaine de Ossulstone dans le Middlesex fut encore morcelée en quatre sous-parties au XVIIe siècle, lesquelles remplacèrent la centaine dans ses fonctions. Les boroughs et les paroisses fournissaient les principaux services locaux à travers toute l'Angleterre jusqu'à la mise en place de conseils adéquats et, plus tard, de districts de gouvernements locaux.

## Changements

### 1965
En 1965, il y avait un changement important dans la région de Londres ; le comté traditionnel du Middlesex a été aboli et la majorité de son territoire transférée au nouveau comté du Grand Londres (Greater London en anglais). Les portions du Kent, de l'Essex, du Hertfordshire et du Surrey ont été transférées au Grand Londres aussi. Cependant, pas tout le Middlesex était rattaché au Grand Londres ; Potters Bar est devenu une partie du Hertfordshire, et Staines et Sunbury sont devenus une partie du Surrey.

### 1974
Le 1er avril 1974, sous Edward Heath, les comtés traditionnels d'Angleterre subirent un changement important. Quelques étaient abolis, perdant de fait leurs fonctions administratives ; et quelques autres voyaient leurs territoires changés.

#### Angleterre du Sud
Au sud d'Angleterre, les villes de Bournemouth et Christchurch ont été transférées du Hampshire au Dorset ; Slough et Eton ont été transférées du Buckinghamshire au Berkshire ; Oxfordshire a été augmenté en taille, prenant Abingdon, Wallingford et Wantage du Berkshire ; et l'Aéroport de Gatwick a été transféré du Surrey au West Sussex. Un nouveau comté, centré à Bristol et Bath, a été créé de parties du Gloucestershire et du Somerset et donné le nom d'Avon.

#### Midlands et East Anglia
Au centre et dans l'est de l'Angleterre, les deux comtés du Rutland et du Huntingdonshire ont été disparus tout à fait. Celui-là est devenu une parte du Leicestershire; et celui-ci est devenu une parte d'un plus grand Cambridgeshire. La cité de Peterborough a été ajoutée à Cambridgeshire aussi. Les deux comtés de Herefordshire et Worcestershire ont été forcés au « mariage » comme un comté uni ; on envisagea un temps de le nommer « Malvernshire », d'après la ville de Great Malvern, avant le nom de Hereford et Worcester a été choisi, pour satisfier les deux partis. Un autre nouveau comté a été créé de portions du Warwickshire, du Staffordshire et du Worcestershire, dont les villes de Birmingham, Coventry, Walsall et Wolverhampton, et donné le nom de Midlands de l'Ouest (West Midlands en anglais). Suffolk de l'Est et Suffolk de l'Ouest ont été abolis et unis à former un comté du Suffolk; et le Lincolnshire est devenu un comté uni avec la dissolution de ses trois « parties » (Lindsey, Kesteven et Holland). L'exception était le nord du Lindsey, qui est devenu une partie du nouveau comté du Humberside.

#### Angleterre du Nord
Au nord de l'Angleterre, quelques nouveaux comtés ont été créés. Une partie du comté de Durham et une partie du Northumberland, renfermant Sunderland et Newcastle upon Tyne, sont devenus le nouveau comté du Tyne and Wear ; et une autre partie du comté de Durham et une partie de Yorkshire sont devenus le nouveau comté du Cleveland, centré à Middlesbrough. Le sud-ouest du Lancashire et le point de la peninsule Wirral, originellement une partie du Cheshire, sont devenus le nouveau comté du Merseyside, centré sur Liverpool et Birkenhead et renfermant Southport ; et le sud-est du Lancashire, le nord-est du Cheshire et un morceau du Yorkshire sont devenus le nouveau comté du Grand Manchester (Greater Manchester en anglais), et renfermant pas seulement Manchester, mais aussi Bolton, Wigan, Oldham et Stockport, entre les autres villes. Les deux comtés du Cumberland et du Westmorland ont été abolis et unis pour former le comté de Cumbria, qui a reçu aussi la partie détachée du Lancashire de Furness et un morceau du Yorkshire. Lancashire lui-même a été beaucoup réduit, mais il a pris une autre partie du Yorkshire.
Le comté de Yorkshire lui-même a été complètement changé. Il a perdu des portions de son territoire originel au Lancashire et au County Durham et aux nouveaux comtés des Grand Manchester, Cleveland et Cumbria. Les trois « Ridings » ont été abolis et l'East Riding est devenu le nouveau comté du Humberside ; le reste est devenu le comté du Yorkshire du Nord, sauf les régions de Leeds et de Sheffield, qui sont devenus le Yorkshire de l'Ouest et le Yorkshire du Sud, respectivement.

#### Comtés métropolitains
Les six comtés de Grand Manchester, Merseyside, Midlands de l'Ouest, Tyne and Wear, Yorkshire de l'Ouest et Yorkshire du Sud reçurent le titre de comté métropolitain après leurs créations en 1974, en référence à leur urbanisme.